# Hůrky
Hůrky este o arie protejată (arie specială de conservare — SAC, sit de importanță comunitară — SCI) din Republica Cehă întinsă pe o suprafață de 7,98 ha, integral pe uscat.

## Localizare
Centrul sitului Hůrky este situat la coordonatele 49°53′48″N 13°10′58″E / 49.896667°N 13.182778°E.

## Înființare
Situl Hůrky a fost declarat sit de importanță comunitară în noiembrie 2009 pentru a proteja 1 specie de plante. Situl a fost protejat și ca arie specială de conservare în iulie 2012.

## Biodiversitate
Situată în ecoregiunea continentală, aria protejată nu include niciun habitat protejat.
La baza desemnării sitului se află o specie protejată de  plante: Hamatocaulis vernicosus.